# Мечеть Явуз-Селім
Мечеть Явуз-Селім, також відома як Мечеть Селіма I або Мечеть султана Селіма Явуза (тур. Yavuz Selim Camii) - Османська імперська мечеть, розташована на вершині п'ятого пагорба Стамбула, в районі Чукурбостан, з видом на Золотий Ріг. Її розмір та розташування роблять мечеть помітним орієнтиром.

## Історія
Мечеть Явуз-Селім — друга з давніх імперських мечетей, що збереглася в Стамбулі. Її будівництво замовлено османським султаном Сулейманом Чудовим на згадку про його батька, Селіма I, який помер у 1520.
Архітектором мечеті був Алауддін (Аджем Алісі). Були спроби пов'язати будівництво мечеті зі знаменитим архітектором османської епохи Мімаром Сінаном, але документальних свідчень, які підтверджують це, немає, а сама мечеть датована більш раннім часом. однак, одна з тюрбі в саду мечеті - творіння Сінана.

## Архітектура

### Зовнішній вигляд
Побудована на терасі поряд з Цистерною Аспара, найбільшим із трьох римських водосховищ Константинополя. Великий двір (авлу) має портик з колонами з різних видів мармуру та граніту.
Прикрашена панно із кольорової плитки, декорованої в техніці cuerda seca. Вони схожі на люнетні панно над вікнами по обидва боки від каміна в кімнаті для обрізання палацу Топкапи (Sünnet Odası) і майже напевно були виготовлені тією ж групою іранських майстрів, які працювали на османський двір. Має два мінарети.

### Інтер'єр
Внутрішній план являє собою просте квадратне приміщення 24,5 метрів з кожного боку, вкрите неглибоким куполом 32,5 метра у висоту . Як і у випадку з собором Святої Софії, купол набагато менший за повну півкулю. Вікна прикрашені люнетним панно з плитки cuerda seca. На північ і південь від головного залу проходи вели до чотирьох куполоподібних кімнат, призначених для використання як притулки для мандрівних дервішів.

## Гробниці
У саду за мечеттю, з видом на Золотий Ріг знаходиться тюрбе султана Селіма, будівництво якого було завершено в 1523. Будівля має восьмикутну форму та ганок, прикрашене панно з плитки унікального дизайну.
У другому восьмикутному тюрбе з довгим написом на кам'яній кладці фасаду знаходяться могили чотирьох дітей Сулеймана Чудового. Воно датується 1556 роком і приписується Мімару Сінану.
Третє тюрбе в саду - тюрбе султана Абдул-Меджіда I, побудоване незадовго до його смерті в 1861.

## Галерея

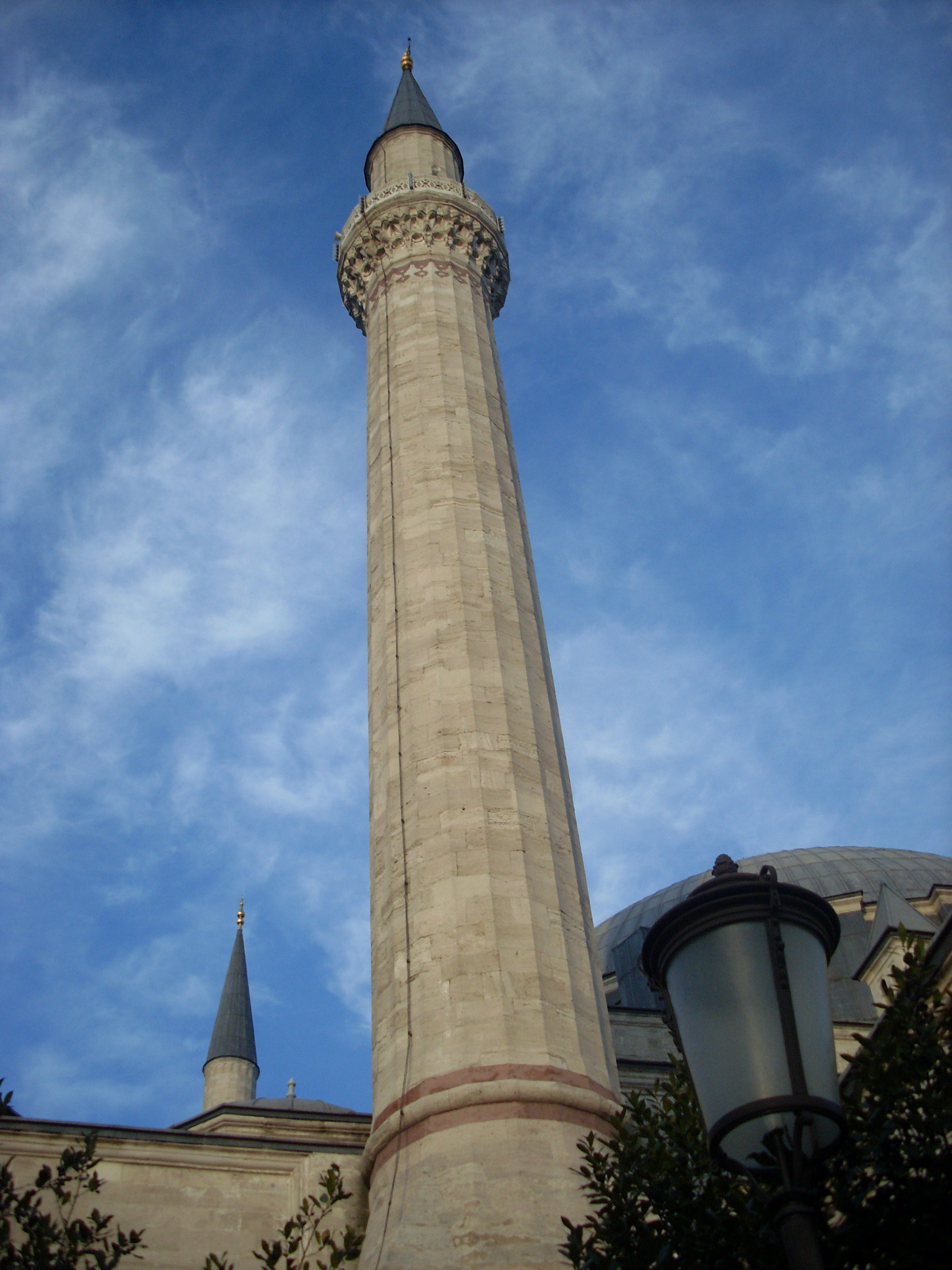
Один із двох мінаретів
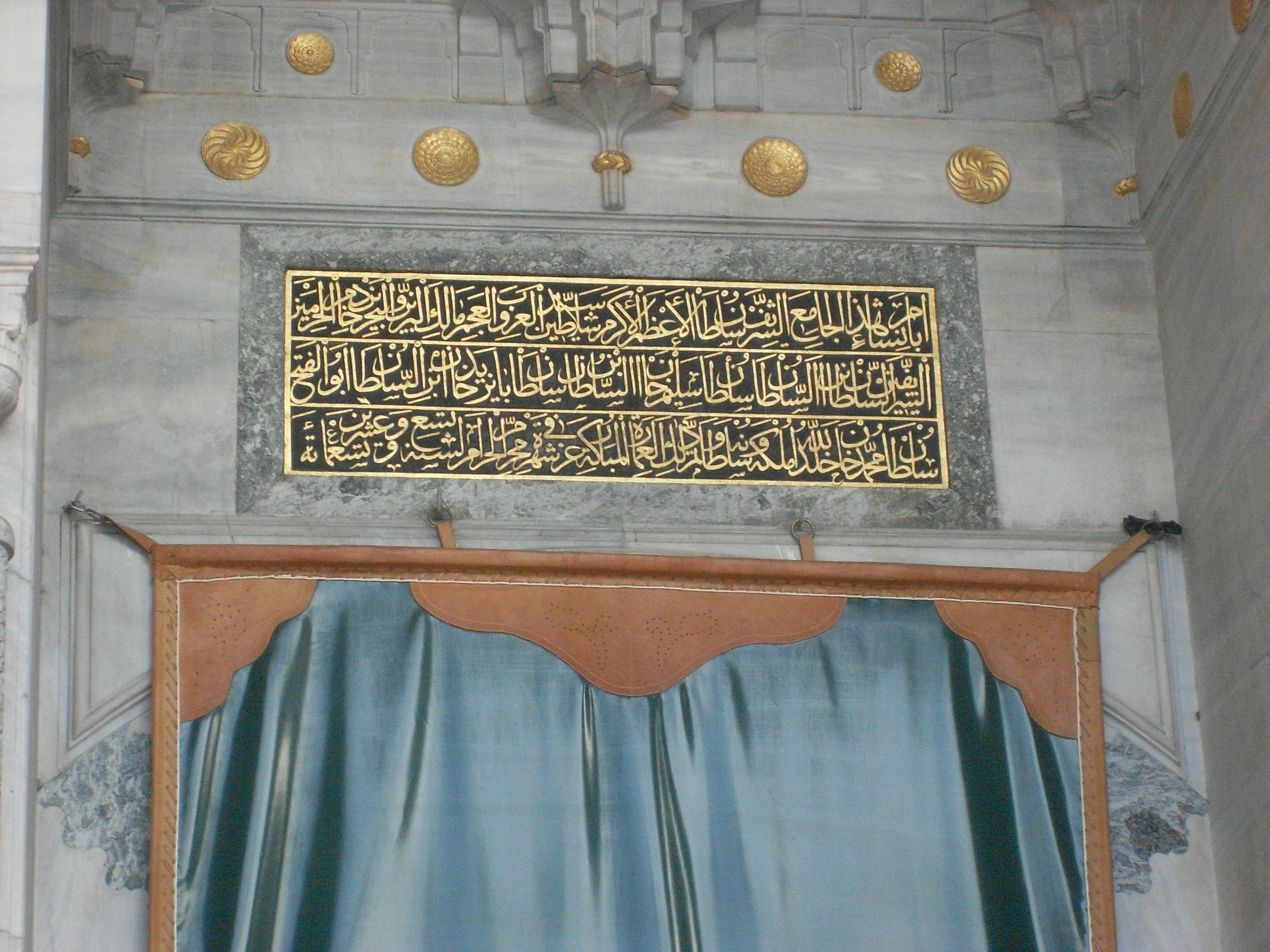
Напис над входом
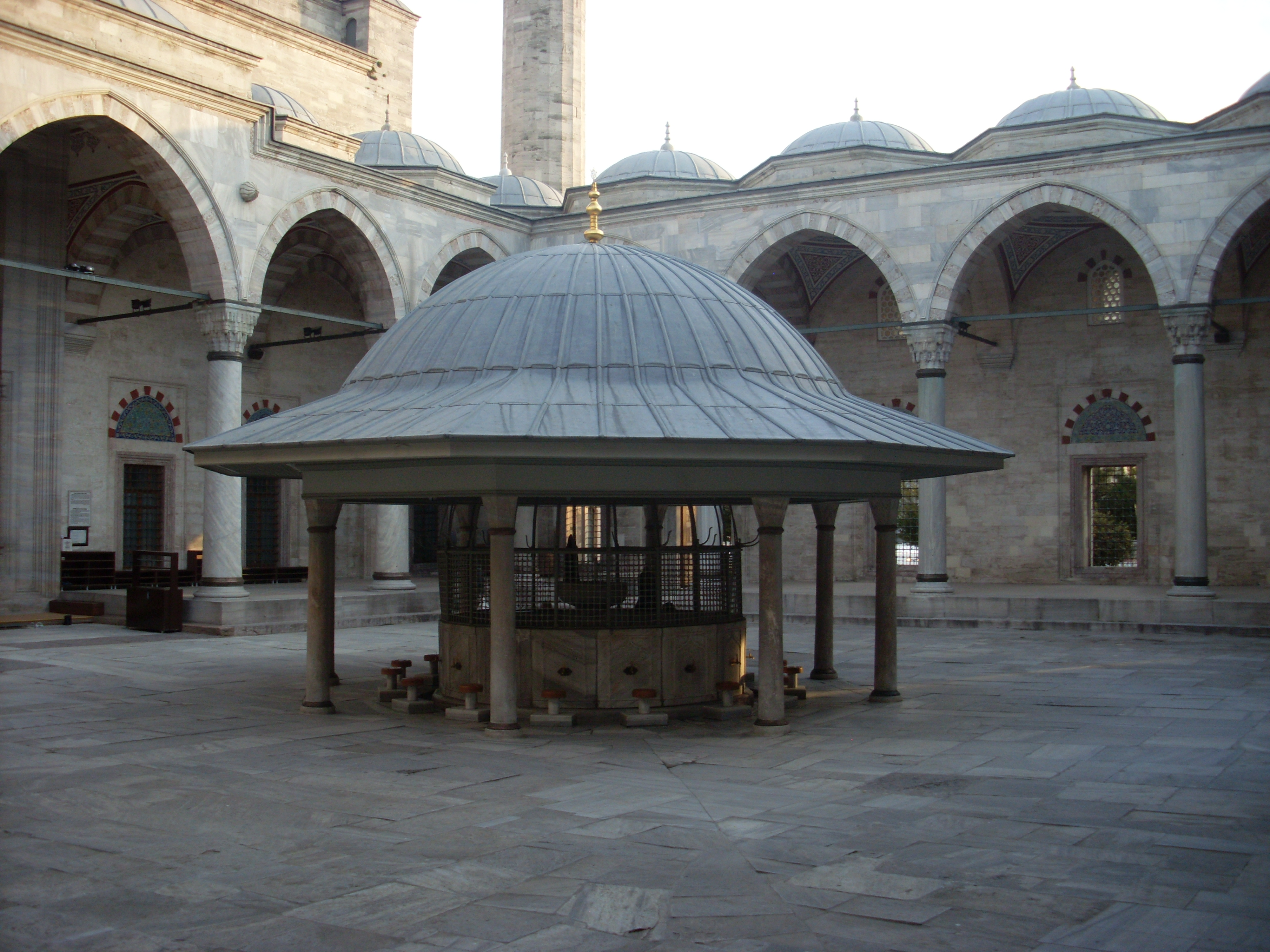
Внутрішній фонтан для омивань
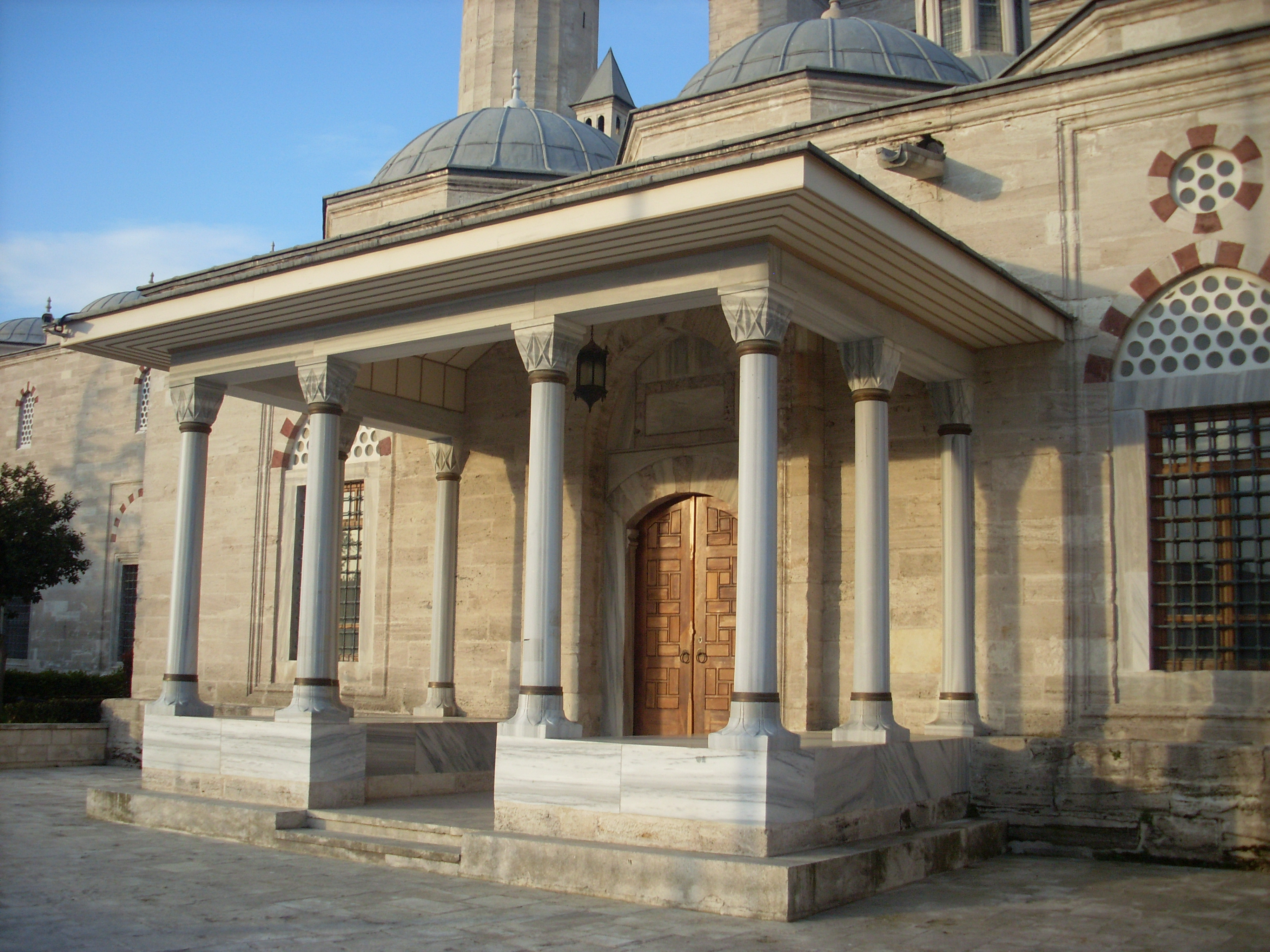
Бічний вхід
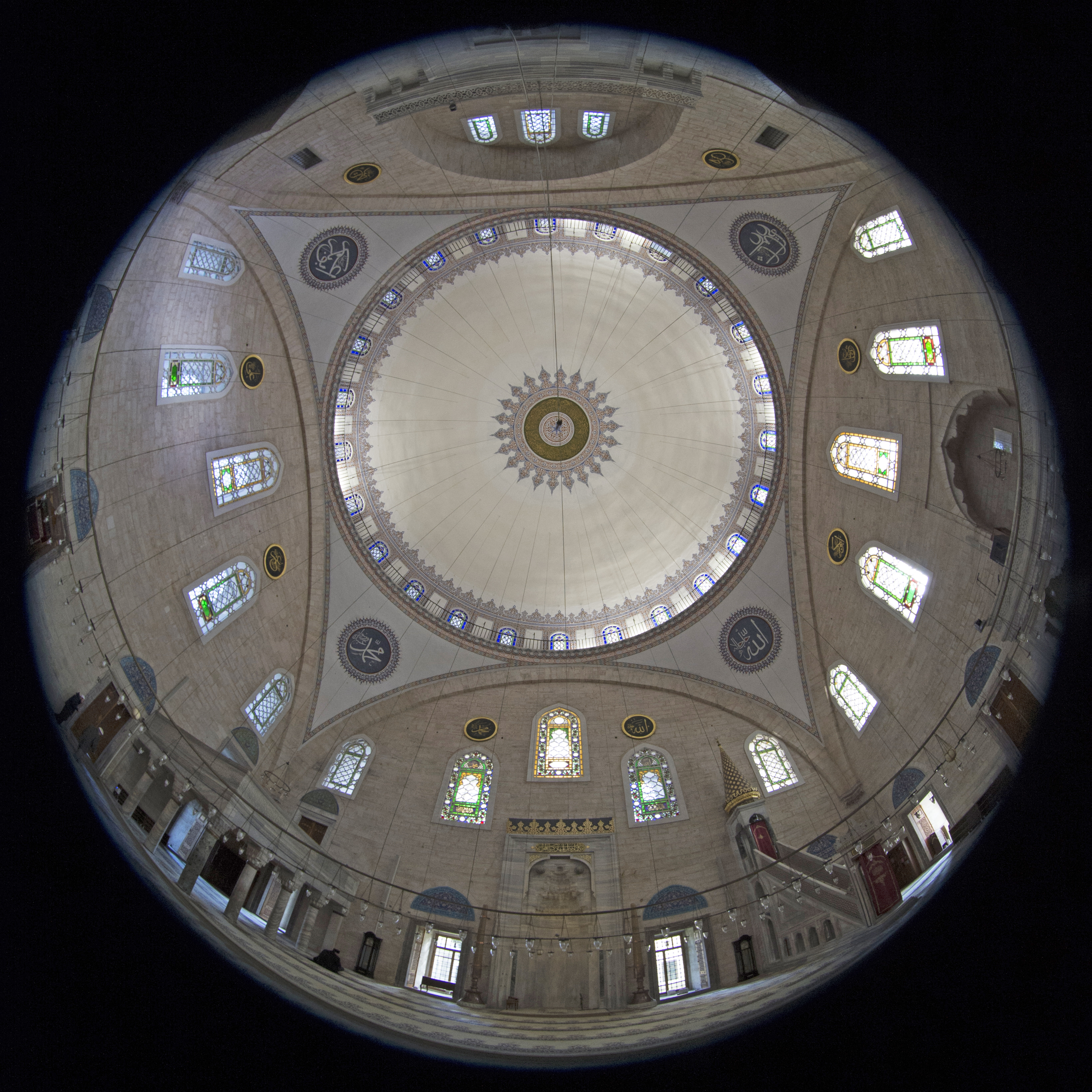
Купол
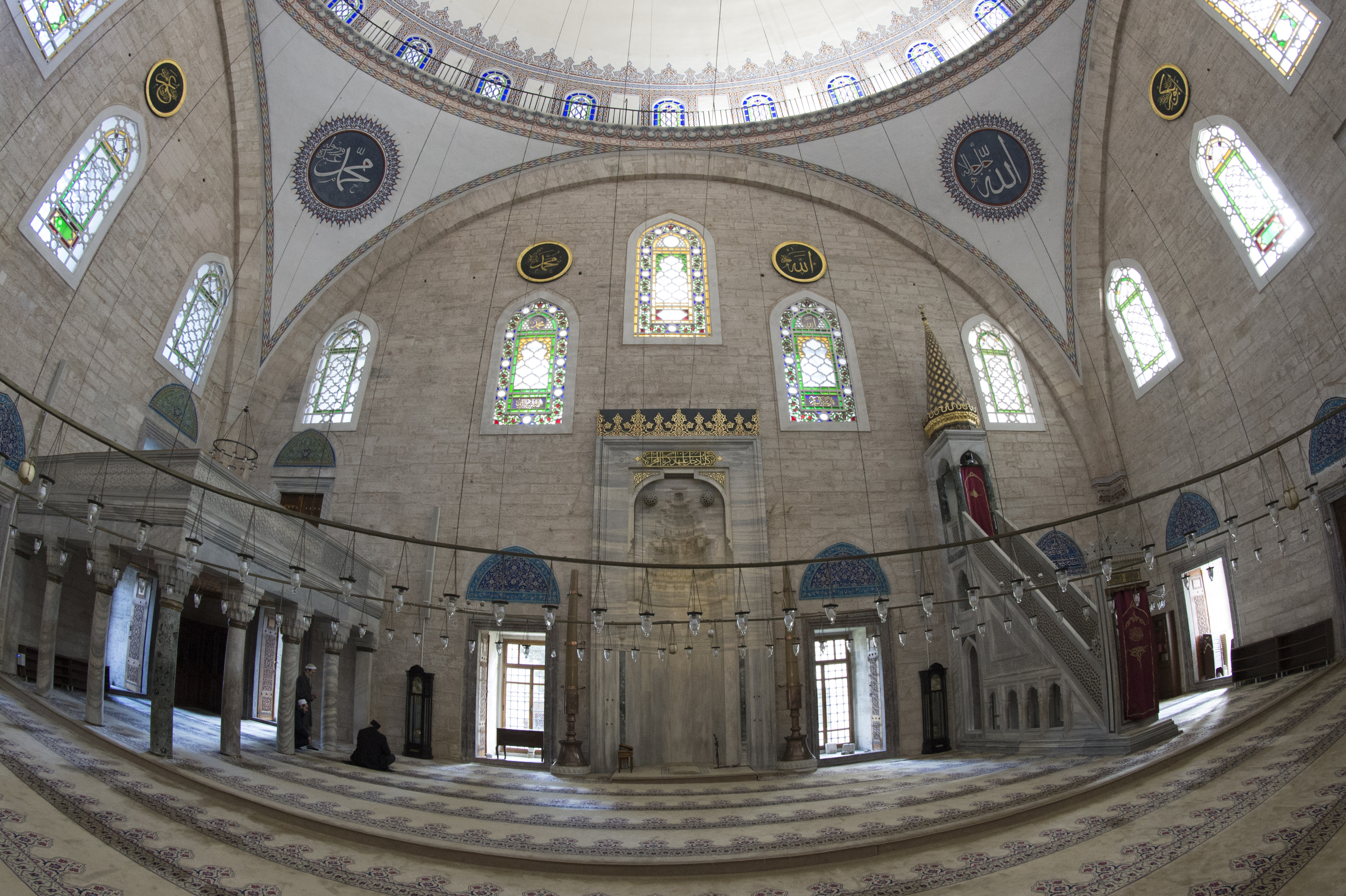
Інтер'єр
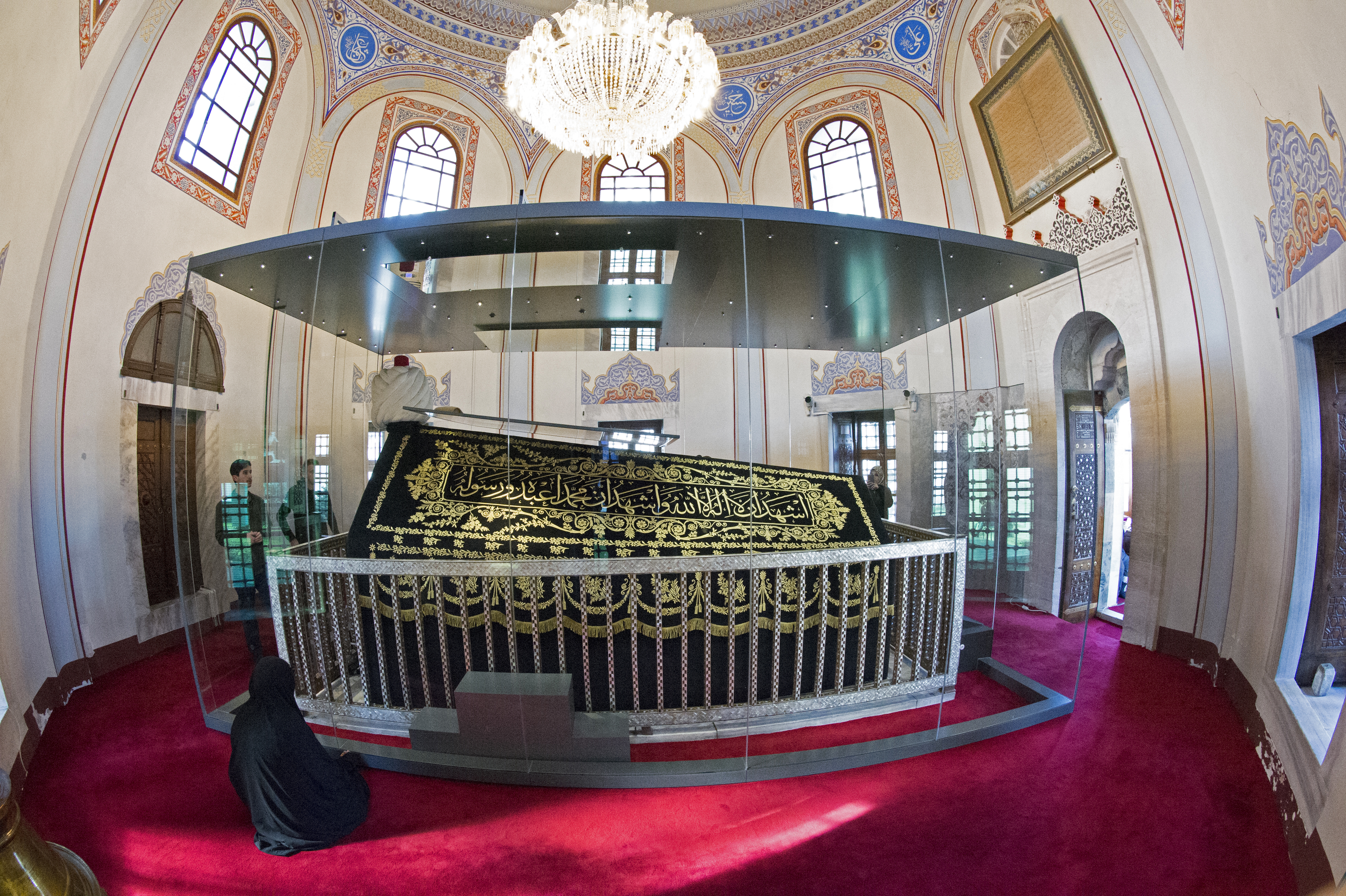
Мавозолей
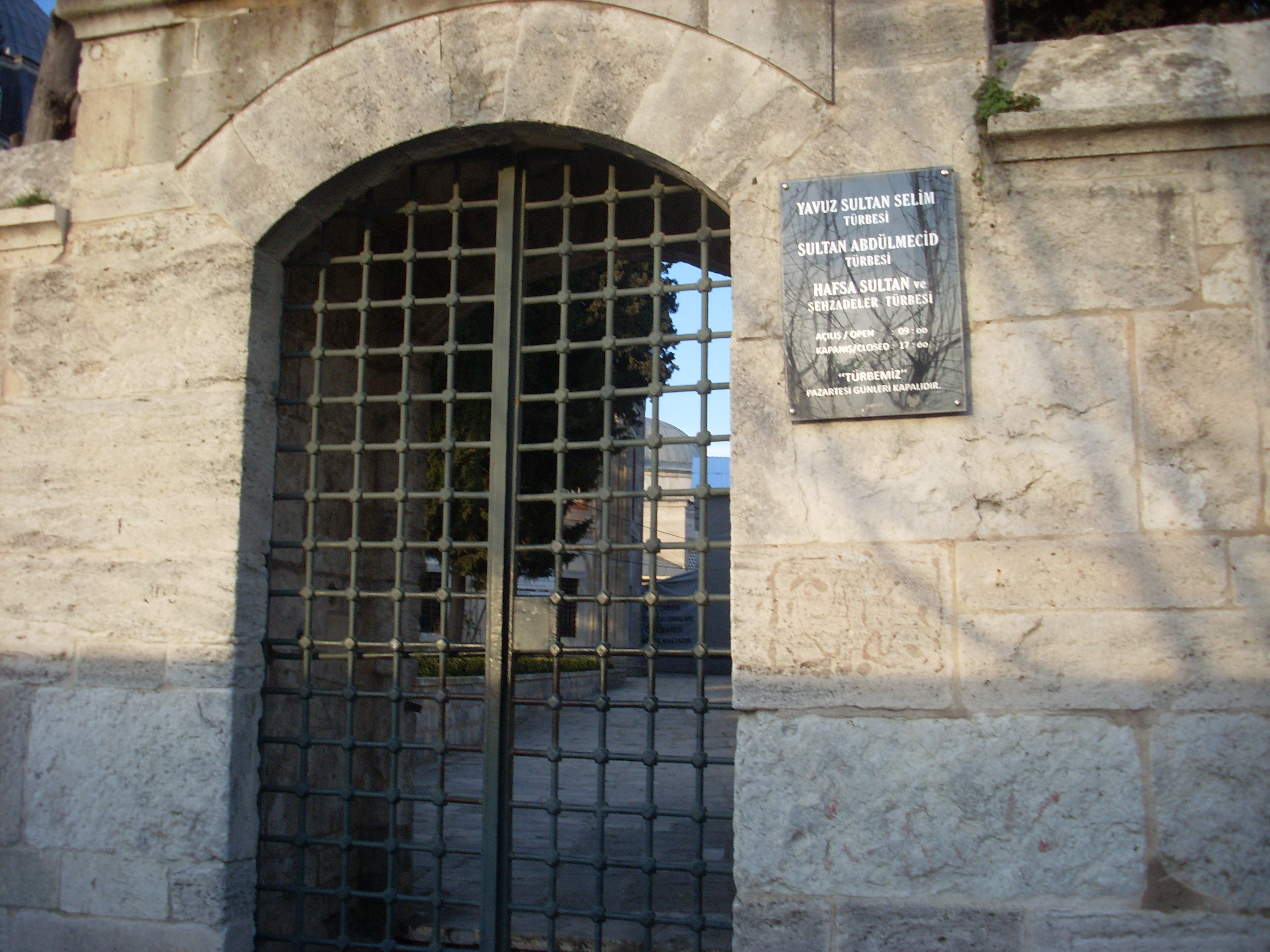
Вхід у сад, де розташовані тюрбе